# Vila Franca de Xira
Vila Franca de Xira (portugisiskt uttal: [ˈvilɐ ˈfɾɐ̃kɐ ðɨ ˈʃiɾɐ]
 ( lyssna)) är en kommun i Storstadsområdet Lissabon i Portugal. Den hade 139 918 invånare år 2014.

## Ortnamnet
Ortens namn kommer från sammansättningen av Vila Franca ("ort som beviljats skattelättnader") och Xira (fornportugisiska "cira", d.v.s. buskskog).

## Freguesias
Vila Franca de Xira är indelat i sex freguesias:
- Alhandra, São João dos Montes e Calhandriz
- Alverca do Ribatejo e Sobralinho
- Castanheira do Ribatejo e Cachoeiras
- Póvoa de Santa Iria e Forte da Casa
- Vialonga
- Vila Franca de Xira